# Silver Firs
Silver Firs az Amerikai Egyesült Államok északnyugati részén, Washington állam Snohomish megyéjében elhelyezkedő település, 2010 előtt Seattle Hill–Silver Firs része.
Silver Firs önkormányzattal nem rendelkező, úgynevezett statisztikai település; a Népszámlálási Hivatal nyilvántartásában szerepel, de közigazgatási feladatait Snohomish megye látja el. A 2010. évi népszámlálási adatok alapján 20 891 lakosa van.

## Fordítás
- Ez a szócikk részben vagy egészben  a   Silver Firs, Washington című angol Wikipédia-szócikk ezen változatának fordításán alapul.  Az eredeti cikk szerkesztőit annak laptörténete sorolja fel. Ez a jelzés csupán a megfogalmazás eredetét és a szerzői jogokat jelzi, nem szolgál a cikkben szereplő információk forrásmegjelöléseként.